# Тлібішо
Тлібішо (рос. Тлибишо) — село Ахвахського району, Дагестану Росії. Входить до складу муніципального утворення Сільрада Тлібішинська.
Населення — 941 (2010).

## Населення
За даними перепису населення 2002 року в селі мешкало 838 осіб. У тому числі 387 (46,18 %) чоловіків та 451 (53,82 %) жінка.
Переважна більшість мешканців — аварці (100 % від усіх мешканців). У селі переважає багвинська мова.